# Chesnay (tổng)
canton du Chesnay là một tổng của Pháp, tọa lạc tại tỉnh Yvelines trong vùng Île-de-France của Pháp.

## Phân chia hành chính
Tổng Chesnay bao gồm 2 xã:
- Le Chesnay: 28 530 dân, thủ phủ của tổng.
- Rocquencourt: 3 218 dân.